# 3835 Korolenko
3835 Korolenko (1977 SD3) là một tiểu hành tinh vành đai chính được phát hiện ngày 23 tháng 9 năm 1977 bởi Nikolai Chernykh ở Đài vật lý thiên văn Crimean.